# Agrotis catalaunenis
Agrotis catalaunenis är en fjärilsart som beskrevs av Miller 1873. Agrotis catalaunenis ingår i släktet Agrotis och familjen nattflyn. Inga underarter finns listade i Catalogue of Life.